# František Gornický
František Gornický (28. října 1935 Streda nad Bodrogom – 6. listopadu 1992) byl slovenský fotbalový útočník. Po jeho smrti byli jeho pozostatky Pochovaný vedle hrobu jeho rodičú v jeho rodní obci.[zdroj?]

## Fotbalová kariéra
V československé lize hrál za Jednotu Košice. V lize nastoupil ve 23 utkáních a dal 2 góly. Ve druhé nejvyšší soutěži hrál za Jiskru Otrokovice.

## Ligová bilance
| Ročník                                   | Zápasy | Góly | Klub           |
| ---------------------------------------- | ------ | ---- | -------------- |
| 1. československá fotbalová liga 1959/60 | 23     | 2    | Jednota Košice |
| CELKEM                                   | 23     | 2    |                |